# Dronningen (film)
Dronningen er en dansk film fra 2019 instrueret af May el-Toukhy, der skrev manuskriptet sammen med Maren Louise Käehne. I titelrollen ses Trine Dyrholm, som spiller sammen med svenske Gustav Lindh.
Filmen havde Danmarkspremiere den 28. marts 2019. I januar 2019 havde filmen premiere på Sundance Film Festival hvor den konkurrerede i kategorien World Cinema Dramatic Competition.
Den var også i konkurrence ved Rotterdam Film Festival.
Dronningen samlede trioen fra film Lang historie kort: Instruktør May el-Toukhy, manuskriptforfatter Maren Louise Käehne og skuespiller Trine Dyrholm.

## Modtagelse
Filmen fik usædvanligt favorable danske anmeldelser, og fik topkarakter i flere aviser. Anmelderne fremhævede bl.a. Trine Dyrholms skuespil og historiens nuancerede skildring af overgreb og køn.
I Danmark modtog filmen en lang række priser herunder Bedste Film til Bodil-prisuddelingen. Skuespillerne blev også hædret med Bodil-priser og bl.a. Svendprisen .
Filmen modtog desuden Nordisk Råds Filmpris 2019.

## Medvirkende
- Trine Dyrholm som Anne
- Gustav Lindh som Gustav
- Magnus Krepper som Peter
- Preben Kristensen som Erik
- Mads Wille som Karsten
- Peter Khouri som Janus
- Diem Camille Gbogou som Louise